# Tor (geometria)

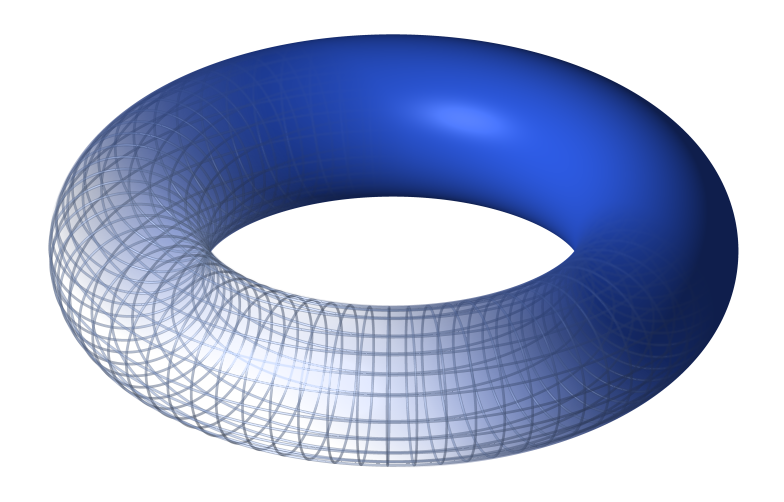
Un tor

En geometria, un tor és una superfície de revolució generada per un cercle que gira al voltant d'un eix coplanar a ell. Vulgarment, es coneix amb el nom de forma de dònut. És un cas particular del toroide, al qual la trajectòria del cercle és també circular. D'altra banda, l'esfera és un cas particular de tor, obtinguda quan l'eix de rotació és un diàmetre del cercle.
Si l'eix de rotació no interseca el cercle, el tor té un forat al centre i s'assembla a un anell. L'altre cas, quan l'eix de rotació és una corda del cercle, produeix una espècie d'esfera aixafada semblant a un coixí rodó.
Segons una definició més àmplia, el generador del tor no ha de ser necessàriament un cercle, sinó que pot ser una el·lipse o qualsevol altra corba cònica.

## Etimologia
El mot deriva de torus, paraula llatina que designava un coixí d'aquesta forma.

## Geometria

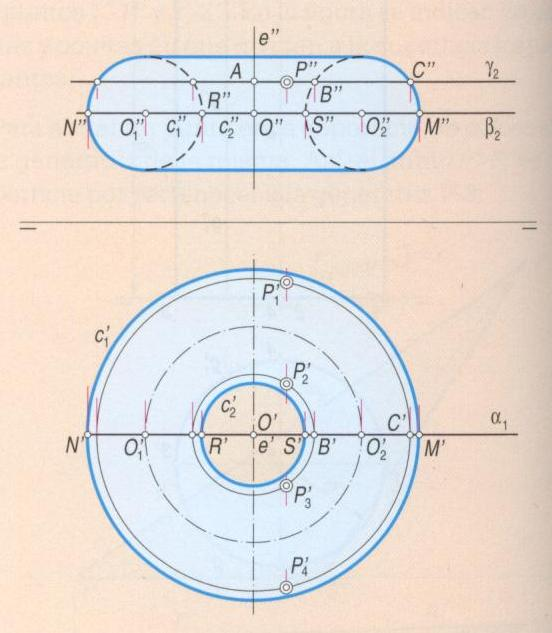
Representació dièdrica d'un tor.

Paramètricament, un tor es pot definir per:
{\displaystyle x(u,v)=(R+r\cos {v})\cos {u}\,}
{\displaystyle y(u,v)=(R+r\cos {v})\sin {u}\,}
{\displaystyle z(u,v)=r\sin {v}\,}
on 
u, v ∈ [0, 2π],
R és la distància des del centre del tub al centre del tor,
r és el radi del tub.
L'equació en coordenades cartesianes per un tor azimutalment simètric respecte a l'eix z és
{\displaystyle \left(R-{\sqrt {x^{2}+y^{2}}}\right)^{2}+z^{2}=r^{2}}
L'àrea de la superfície i el volum interior d'aquest tor venen donats per
{\displaystyle A=4\pi ^{2}Rr=\left(2\pi r\right)\left(2\pi R\right)\,}
{\displaystyle V=2\pi ^{2}Rr^{2}=\left(\pi r^{2}\right)\left(2\pi R\right).\,}